# Dariusz Rosati
Dariusz Kajetan Rosati (ur. 8 sierpnia 1946 w Radomiu jako Gaetano Dario Rosati) – polski ekonomista i polityk pochodzenia włoskiego, profesor nauk ekonomicznych, minister spraw zagranicznych (1995–1997), członek Rady Polityki Pieniężnej (1998–2004), poseł do Parlamentu Europejskiego VI i VIII kadencji (2004–2009, 2014–2019), poseł na Sejm VII i IX kadencji (2011–2014, 2019–2023).

## Życiorys

### Młodość
Jego ojciec, Włoch Angelo, przebywał w obozie jenieckim. Po wyzwoleniu zamieszkał w Łodzi. Matka, Polka Wanda, przebywała na robotach przymusowych w Niemczech. Jego rodzice rozwiedli się wkrótce po jego narodzinach, ojciec wyjechał do Francji. Gdy Dariusz Rosati miał dziesięć lat, matka w jego imieniu zrezygnowała z jego włoskiego obywatelstwa, a także spolszczyła i przestawiła kolejność jego imion.

### Wykształcenie i praca naukowa

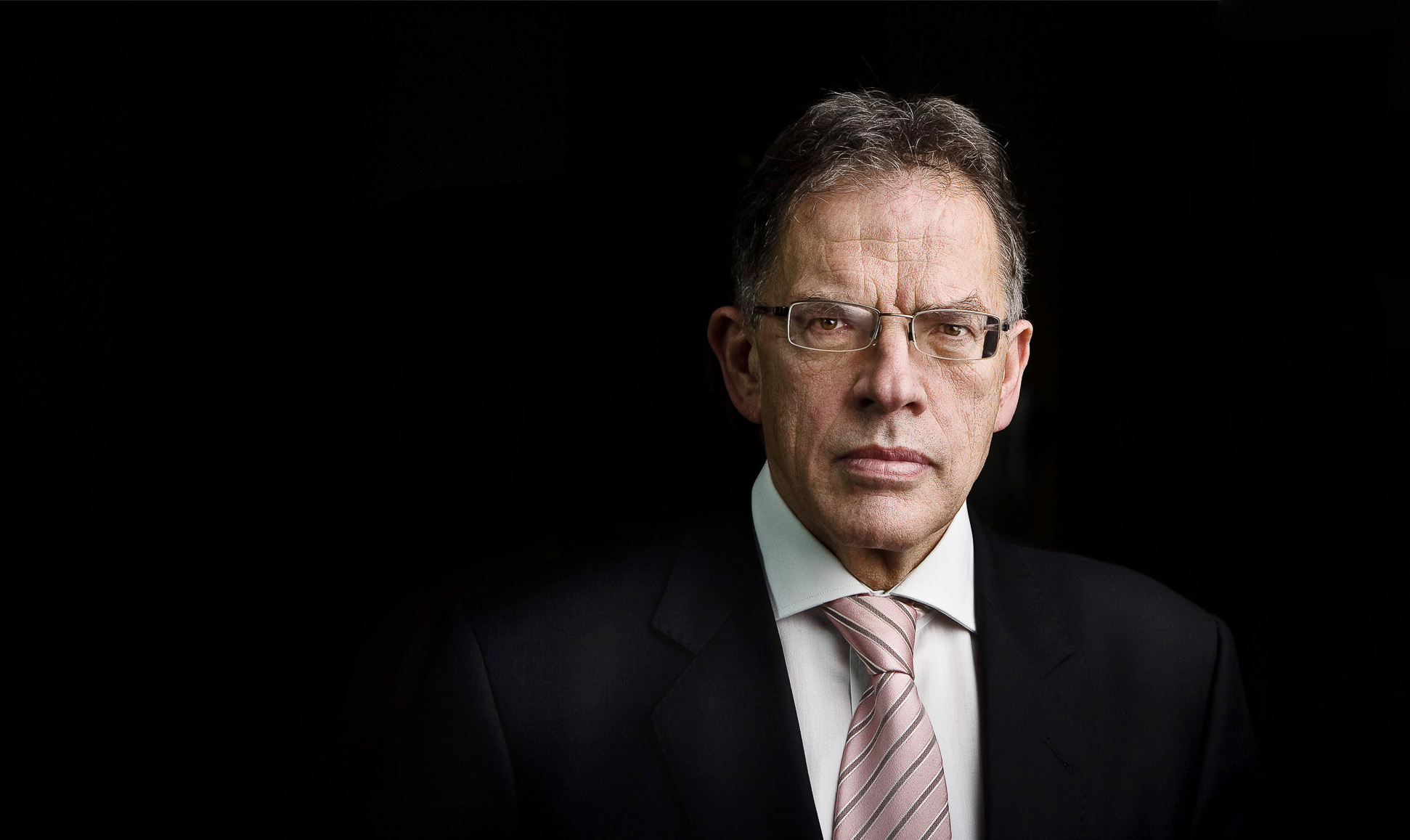
Dariusz Rosati (2010)

Jest absolwentem XXII Liceum Ogólnokształcącego im. Jose Marti w Warszawie. Ukończył studia na Wydziale Handlu Zagranicznego Szkoły Głównej Planowania i Statystyki. Równolegle przez kilka lat studiował matematykę na Uniwersytecie Warszawskim.
Po uzyskaniu tytułu zawodowego magistra nauk ekonomicznych w 1969 rozpoczął pracę w SGPiS jako asystent. W 1973 obronił pracę doktorską, w 1978 uzyskał stopień doktora habilitowanego nauk ekonomicznych. W 1990 otrzymał tytuł naukowy profesora nauk ekonomicznych. Specjalizuje się w dziedzinie polityki makroekonomicznej, integracji europejskiej, finansów i handlu międzynarodowego.
W latach 1970–1990 odbywał staże naukowe, m.in. we Francji, w Wielkiej Brytanii, w USA i na Węgrzech. Był wielokrotnie ekspertem organizacji międzynarodowych: (UNIDO, Bank Światowy, Komisja Europejska, Międzynarodowa Organizacja Pracy). W latach 1986–1987 był profesorem wizytującym na Uniwersytecie w Princeton w USA. W 1985 założył i zajmował stanowisko dyrektora Instytutu Gospodarki Światowej w SGPiS, a następnie dyrektora Instytutu Koniunktur i Cen Handlu Zagranicznego.

### Działalność polityczna i publiczna
W latach 1962–1973 należał do Związku Młodzieży Socjalistycznej, a od 1964 do 1973 był członkiem Zrzeszenia Studentów Polskich, sprawując funkcję wiceprzewodniczącego Rady Uczelnianej ZSP SGPiS. W latach 1966–1990 należał do Polskiej Zjednoczonej Partii Robotniczej. W 1968 został członkiem egzekutywy podstawowej organizacji partyjnej przy Wydziale Handlu Zagranicznego SGPiS, a od 1972 do 1976 był II sekretarzem POP na tym wydziale. W latach 1979–1985 wchodził w skład egzekutywy komitetu uczelnianego PZPR w SGPiS, a od 1981 do 1985 pełnił funkcję jego I sekretarza. Od 1987 do 1990 uczestniczył w pracach Komisji ds. Reformy Gospodarczej, a w latach 1988–1989 był członkiem zespołu doradców ekonomicznych prezesa Rady Ministrów. W wyborach parlamentarnych w 1989 bez powodzenia ubiegał się o mandat senatora w województwie warszawskim.
Na przełomie lat 80. i 90. był jednym z członków rady nadzorczej FOZZ. W latach 1991–1995 pracował w Europejskiej Komisji Gospodarczej ONZ w Genewie jako szef sekcji krajów Europy Środkowej i Wschodniej. Od 1994 do 1997 zasiadał w Radzie Strategii Gospodarczej przy Radzie Ministrów. Od grudnia 1995 do października 1997 zajmował stanowisko ministra spraw zagranicznych, od 1998 do 2004 zasiadał w Radzie Polityki Pieniężnej I kadencji. Od maja 2003 do września 2005 pełnił funkcję rektora Wyższej Szkoły Handlu i Prawa im. Ryszarda Łazarskiego w Warszawie.
Został członkiem Polskiego Towarzystwa Ekonomicznego (1969), a także European Economic Association i European Association of Comparative Economic Studies. W latach 1998–2001 zasiadał w radzie nadzorczej International Exchange Program (IREX) w Waszyngtonie, a w latach 1999–2010 był członkiem Komitetu Nauk Ekonomicznych PAN. W 2001 został członkiem grupy doradców ekonomicznych przewodniczącego Komisji Europejskiej Romano Prodiego. Do maja 2006 zasiadał w radzie nadzorczej Warszawskiej Grupy Inwestycyjnej Towarzystwo Funduszy Inwestycyjnych. Autor ponad 260 prac naukowych wydanych w języku polskim, angielskim, rosyjskim i innych.
W wyborach europejskich w 2004 startował z listy Socjaldemokracji Polskiej w okręgu nr 4 obejmującym Warszawę, uzyskując mandat deputowanego, otrzymując 76 834 głosy.
W listopadzie 2007 IPN podał, że Dariusz Rosati w 1968 został zarejestrowany przez Departament I MSW jako kandydat na tajnego współpracownika kryptonim „Kajtek”, w 1976 w kategorii „zabezpieczenie”, a w 1978 jako kontakt operacyjny o pseudonimie „Buyer”. Z kolei w 1985 został zarejestrowany w Departamencie II MSW (kontrwywiad) w kategorii „kandydat”, a listopadzie 1989 w kategorii „zabezpieczenie”. W lipcu 2007 europoseł złożył oświadczenie, w którym zaprzeczył, by współpraca wykraczała poza sporadyczne kontakty. Jego oświadczenia lustracyjne nie były kwestionowane przez rzecznika interesu publicznego ani prokuratora IPN.
W 2009 stanął na czele ruchu politycznego Porozumienie dla Przyszłości, skupiającego m.in. SDPL, Partię Demokratyczną i Zielonych. Z jego listy w wyborach do Parlamentu Europejskiego ubiegał się o reelekcję. Koalicyjny Komitet Wyborczy PdP – CentroLewica nie przekroczył progu wyborczego.
W 2011 podjął współpracę z Platformą Obywatelską, biorąc udział w konwencji rocznicowej tego ugrupowania. W wyborach parlamentarnych w tym samym roku został wybrany z listy PO na posła do Sejmu, zdobywając 59 562 głosy. W Sejmie VII kadencji pełnił funkcję przewodniczącego Komisji Finansów Publicznych. W wyborach europejskich w 2014 również z ramienia Platformy Obywatelskiej uzyskał mandat deputowanego do Parlamentu Europejskiego VIII kadencji. W PE został członkiem frakcji Europejska Partia Ludowa (Chrześcijańscy Demokraci), Komisji ds. Gospodarczych i Monetarnych (ECON), Delegacji do Wspólnego Zgromadzenia Parlamentarnego AKP-UE (DACP) zajmującej się relacjami z krajami Afryki, Karaibów i Pacyfiku. W 2016 został koordynatorem i rzecznikiem frakcji Europejskiej Partii Ludowej w Komisji śledczej do zbadania zarzutów naruszenia prawa Unii i niewłaściwego administrowania w jego stosowaniu w odniesieniu do prania pieniędzy, unikania opodatkowania i uchylania się od opodatkowania (PANA), w 2017 przewodniczącym Delegacji do Komisji Parlamentarnej Stowarzyszenia UE-Ukraina (D-UA), a w 2018 członkiem Komisji Specjalnej ds. Przestępstw Finansowych, Uchylania się od Opodatkowania i Unikania Opodatkowania (TAX3). Został również członkiem Delegacji do Zgromadzenia Parlamentarnego EuroNest (DEPA), zajmującej się kwestią współpracy UE z krajami Partnerstwa Wschodniego.
26 lutego 2016 został członkiem zespołu doradców ekonomicznych PO. W wyborach europejskich w 2019 jako kandydat Koalicji Europejskiej nie uzyskał reelekcji. W wyborach krajowych w tym samym roku ponownie uzyskał natomiast mandat poselski, kandydując z ramienia Koalicji Obywatelskiej w okręgu warszawskim i otrzymując 25 061 głosów. W 2021 został członkiem PO. Nie kandydował w wyborach parlamentarnych w 2023.

## Życie prywatne
Żonaty (od 1971) z projektantką mody Teresą Rosati, ma dwoje dzieci: Marcina i Weronikę.

## Odznaczenia
- Krzyż Kawalerski Orderu Odrodzenia Polski (1989)
- Srebrny Krzyż Zasługi (1981)
- Odznaka honorowa „Za zasługi dla bankowości Rzeczypospolitej Polskiej” (2003)[15]
- Krzyż Wielki Orderu Zasługi Republiki Włoskiej (Włochy, 1997)[16]
- Krzyż Wielki Komandorski Orderu Wielkiego Księcia Giedymina (Litwa, 1997)[17]